# سيدي محند أو براهيم (الدير)
سيدي محند أو براهيم هو دُوَّار يقع بجماعة الدير، إقليم تارودانت، جهة سوس ماسة في المملكة المغربية. ينتمي الدوّار لمشيخة الدير التي تضم 24 دوار. يقدر عدد سكانه بـ 231 نسمة حسب الإحصاء الرسمي للسكان والسكنى لسنة 2004.

## روابط خارجية
- البوابة الوطنية للجماعات الترابية نسخة محفوظة 12 مارس 2018 على موقع واي باك مشين.
- المندوبية السامية للتخطيط